# Sympetrum nigrifemur
Sympetrum nigrifemur é uma espécie de libelinha da família Libellulidae.
Pode ser encontrada nos seguintes países: Portugal e Espanha.
Os seus habitats naturais são: rios, rios intermitentes, marismas intermitentes de água doce e lagoas.
Está ameaçada por perda de habitat.